# Nationalforsamlingen (Wales)
Den Walisiske Nationalforsamling (National Assembly for Wales eller Cynulliad Cenedlaethol Cymru) er en decentraliseret forsamling med beføjelse til at vedtage love for Wales. Forsamlingen består af 60 medlemmer, som vælges hvert fjerde år efter det såkaldte additional member system, hvorved 40 medlemmer kommer til at repræsentere geografiske valgkredse efter simpelt flertal, mens de resterende 20 repræsenterer fem valgregioner og er valgt ved den d’Hondtske metode.
Forsamlingen er fra 1998 og oprettet som led i den britiske decentraliseringsproces. Efter en folkeafstemning i 1997 vedtog det britiske parlament Government of Wales Act 1998, der overførte en række beføjelser fra Ministeriet for Wales til den nye forsamling. Forsamlingen havde i modsætning til det skotske parlament ikke ret til at fremsætte forslag til primær lovgivning, men med vedtagelse af Government of Wales Act 2006 har forsamlingen nu fået lov til at vedtage en form for lovgivning, forsamlingsinstrumenter. Forsamlingsinstrumenter kan underkendes ved veto fra Ministeren for Wales eller af det britiske parlament.
- Hovedindgang til Senedd-bygningen
- Forhandlingssalen i Wales Nationalforsamling
- Pandemien og alle sundhedsspørgsmål i Wales er overdraget til den walisiske regering

## Eksterne Henvisninger
- National Assembly for Wales (forsamlingens hjemmeside)

51°28′N 3°10′V / 51.47°N 3.16°V